# Urlehen
Als Urlehen bezeichnet man im Feudalismus jene Lehen, die anlässlich der Erstbesiedelung eines Ortes vergeben wurden.
Diese Lehen stellen den ursprünglichen Besitz eines Vasallen dar und waren zumeist planmäßig angelegt. Sie wurden später oft durch Erbfolge in Halblehen und danach in Viertellehen geteilt. Die auf den Urlehen errichteten Anwesen werden als Urhöfe bezeichnet.